# Кассини (марсианский кратер)
Кассини (лат. Cassini) — 408-километровый ударный кратер на Марсе. Центр расположен по координатам 23°21′ с. ш. 32°07′ в. д. / 23,35° с. ш. 32,11° в. д. Кратер назван в честь итальянского астронома Джованни Доменико Кассини (1625—1712); это название было утверждено Международным астрономическим союзом в 1973 году.
Кратер находится на листе карты MC-12 (Аравия, англ. Arabia quadrangle). Недавние исследования говорят о том, что некоторые из кратеров этой местности когда-то могли быть огромными озёрами. Кратер Кассини, вероятно, в древности был полностью заполнен водой, поскольку на его валу видны следы потоков воды — и втекавших, и вытекавших. В этом озере было больше воды, чем в Байкале, крупнейшем по объему воды пресноводном озере мира.
Кассини считается одним из самых богатых водой мест на Марсе, а также одним из основных источников метана в атмосфере Марса. Кратер был изучен спектрометрами орбитального аппарата «Марс Одиссей».

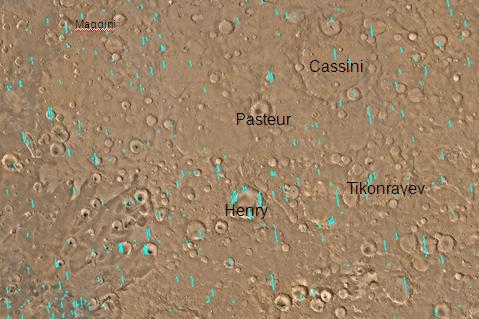
Лист карты MC-12 (Аравия) с крупными кратерами. Кассини находится в правом верхнем углу